# 上遠野氏
上遠野氏（かみとおのし、かどおのし、かとおのし、かどのし）は、日本の氏族の一つ。藤原秀郷の後裔である小山氏の庶流。

## 概要
応永11年（1404年）、小山氏4代当主・小山長村の子である藤井時朝の孫・藤井陸奥守政朝が軍功により陸奥国菊田庄上遠野郷を賜り、政朝の子孫・秀時が日の沢城を築き、在地の地名をとり上遠野氏を称したという。戦国時代に入ると、上遠野長秀（秀基）が岩城常隆の娘を娶り岩城氏と姻戚関係を結び国人領主としての地位を維持していたが、次男・秀永は佐竹氏の赤館城奪取後、佐竹氏の家臣となり、一門の美濃守経秀は蘆名氏の配下として対佐竹戦線の武将となるなど、一門の多くは周辺諸勢力の配下に組み入れられていった。

## 上遠野氏惣領家
上遠野氏の一門の多くが周辺諸勢力に従属してなお、独立を維持していた上遠野惣領家であったが、盟友・岩城氏が伊達氏に服従すると帰農したとされる。惣領家を初めとした上遠野邑一体に残留した一門の子孫には福島県磐城郡議会議員、福島県磐城郡窪田村議会議員を歴任した安島大次郎の妻として上遠野佐平の女・ ヒロ子の名も見える。

## 仙台藩士上遠野氏
上遠野氏惣領家の帰農後、一門の中には伊達氏に付き従った者がおり、その子孫から上遠野広秀、上遠野下野、上遠野要人ら願立流刀術や手裏剣を扱う撃剣家が輩出されている。

## 秋田藩士上遠野氏
秋田県の上遠野氏は佐竹氏に随身した一門である。上遠野大炊頭隆秀は佐竹氏に随身し、上遠野邑から三坂一千石を賜り、後に佐竹氏の秋田転封に随行したという。秋田藩士の系譜の中に上遠野氏が一家系見えることから、隆秀の子孫か。以下に系譜を載せる。なお、秋田藩士上遠野氏は代々湯沢に住まうという。
```
系譜 上遠野秀式―秀益一秀治―秀宗一秀次―藤兵衛秀直―藤助秀明
```